# Adrian Aas Stien
Adrian Aas Stien (28 oktober 1992) is een Noors voormalig wielrenner. Hij reed zijn gehele carrière voor Team Joker.

## Overwinningen
2011
 Noors kampioen op de kilometer, Elite
2015
1e etappe Ronde van Bretagne
2016
3e etappe Ronde van Gironde
Puntenklassement Ronde van Gironde

## Ploegen
- 2014 –  Team Joker (stagiair vanaf 1-8)
- 2015 –  Team Joker
- 2016 –  Team Joker Byggtorget[1]
- 2017 –  Joker Icopal

Borgersen · Eiking · Hoelgaard · Hoem · Jansen · Korsæth · Laengen · Lindau · Lunke · Skaarseth · Stien · Wilson · Halvorsen (stagiair)